# Pouillot de Bianchi
Phylloscopus valentini
Espèce
Répartition géographique
Statut de conservation UICN

 LC  : Préoccupation mineure
Le Pouillot de Bianchi (Phylloscopus valentini) est une espèce de passereaux de la famille des Phylloscopidae.

## Nomenclature
Son nom et épithète spécifique commémorent le zoologiste russe Valentin Lvovich Bianchi (1857-1920).

## Répartition et sous-espèces
Selon la classification de référence du Congrès ornithologique international (15.1, 2025) il se répartit en deux sous-espèces (ordre phylogénique) :
- P. v. valentini (Hartert, 1907) — centre de la Chine et nord de la Birmanie ;
- P. v. latouchi (Bangs, 1929) — sud-est de la Chine et nord du Viêt Nam.